# OpenCanvas
openCanvas（オープンキャンバス）は、株式会社ピージーエヌによって開発されているWindows専用グラフィックソフトウェア（ペイントソフト）。
2017年リリースのver.7をもって事実上開発を終了しており、FireAlpacaに開発の主軸が移っている。かつてはパッケージ版の販売や、自社サイトでのダウンロード販売もなされていたが、2025年現在は、ソフトウェア販売プラットホームのSteamでのみ購入が可能。FireAlpacaやmdiappと同じ開発チームが開発しており、Steamでバンドル販売もなされている。

## 概要および特徴
1990年代後半に人気を博したPainterの水彩ブラシの描き味をまねた、個人製作のソフトをベースとして2000年に登場した。重くてバグも多かったPainterに対し、こちらは軽快でバグも少なく、リリース当初の機能は少なかったが、バージョンアップを重ねるごとに機能を増やした。
1万円を切る低価格帯に属しながら、豊かなブラシ機能を搭載した本格的なイラスト製作ソフトであり、また2000年のリリース当初より、現代の動画共有機能に相当する「イベントファイル機能」を搭載、現代のSNSに相当するイラスト投稿コミュニティの「portalgraphics」（ポタグラ）が付随サービスとして存在していたこともあって、ゼロ年代における主要なイラスト製作ツールの一つとなった。
2010年代に入るころには、充実したフィルター機能、レイヤー機能、パース定規機能、テキスト編集機能のツールを搭載し細やかな調整を行えるほか、長けたペンタブレット感知機能を持ち、様々な表現を実用することが可能なペイントツールとなった。openCanvas 4からはブラシ機能、新ペン先機能が搭載され、更なる細かい調整が可能となった。openCanvas 3以前のペン機能も、「旧ペン機能」として使用可能である。
後にプロのイラストレーターになる藤ちょこが初めて使用したソフトは、openCanvasのOEM版であるDELETER CGillust 4.5（2007年11月発売）であり、藤ちょこはopenCanvasのver.5以降で公式絵師として宣伝イラストを担当している（なお藤ちょこはCLIP STUDIO PAINTを併用しているため、CLIP STUDIO PAINTのサイトでも宣伝のメイキングを公開している）。

## 歴史
開発者（現在のFireAlpacaに至るまでお絵描きソフト一筋に開発しており、納豆のように粘り強く開発を続けるという意味で「nattou.org」を名乗っている）が学生時代に趣味で開発していたグラフィックソフト「わんぱくペイント」（2002年頃までネットで無料頒布されていた）の後継として、開発者の新卒就職先の会社（システム・プロダクト株式会社、後にペイントソフト事業が独立して「株式会社ピージーエヌ」となる）の新規事業として開発が開始され、2000年7月にopenCanvas ver.1.1が公開された。「openCanvas」の名前の通り、インターネットの向こうの人とキャンバスを共有して一緒にお絵かきできる「ネットワークペインティング」機能が特徴だった。レイヤーモードが「乗算」と「減算」しかないなど、商用ソフトと比べて機能が劣る一方、そもそもフリーソフトながら「レイヤー機能を持つ」という時点で当時は高機能であり、しかもPainterの水彩風の絵が描けるので、描き味はPainterに劣るもののPainterより軽くて使いやすい、と「わんぱくペイント」の時代から開発者が自画自賛するほど評判が良く、プロのアーティスト（もしくは後にプロになるアーティスト）にもユーザーが付いた。ユーザーの絵は、個人サイトに掲載することもできたが、イラスト投稿コミュニティサービス「portalgraphics」（ポタグラ）に投稿することもでき、みんなに見てもらえた。
ver 1.1は無料（フリーウェア）だったが、2001年6月にリリースされたver 2では、マネタイズのため有料（シェアウェア、4,700円）となった。後にリリースされるFireAlpacaでは広告収入によりマネタイズしているが、当時はマネタイズ手段と言えば有料販売しかなかった。ver 2では「通常」のレイヤーモードが実装されるなど、レイヤー機能が強化された。
2001年、openCanvasのOEM版として、エスイー（デリーター）社より、イラスト製作ソフトの「コミックアート CGイラスト」が発売された。openCanvasはもともと、開発メーカー自身がコンビニ決済やベクターシェアレジなどのシェアウェア決済チャネルを使って直接ダウンロード販売していたが、OEM版はアナログ漫画画材大手であるデリーターの持つ販路を使い、家電量販店やパソコンショップのほか、画材店や文房具店などでパッケージ販売された。当時はソフトウェアの販売方式の主流はまだまだ店頭でのパッケージ販売であった。
2002年7月、openCanvasのOEM版として、漫画制作に特化されたComicWorks（コミワク）がデリーターより発売（パッケージ販売）された。コミワクは、「デリーター」のブランドで販売され、デリーターのスクリーントーンが付属し、いちおう漫画に特化しているとされたものの、openCanvasと開発者が同じなので、インターフェースや機能などはopenCanvasとほぼ同じで、普通にフルカラーのイラストも製作できた。コミワクは、セルシスの展開するComicStudio（コミスタ）とともに、ゼロ年代の主要なデジタル漫画制作ツールとなった。
2003年8月、openCanvas 3が発売。価格は5,000円。レイヤモードを22種類搭載するなどレイヤーがさらに強化され、フィルタ機能も強化、グラデ機能なども搭載された。また、同時にリリースされた上位版のopenCanvas 3 Plus（6,800円）では網トーン（テクスチャ）の生成機能 が搭載された。Adobe Photoshopの標準画像フォーマットであるPSDファイルの読み込み・保存などに対応した。PSDファイルに対応したことにより、openCanvasとは別のソフトで加工したり、あるいはその逆の工程を行うことも可能となった。
2003年9月、「openCanvas」互換の描写エンジンを使用したアニメ作画ソフト「Frames」のベータ版がリリース。2004年11月にはバージョンアップ版の「FrameToon」がリリースされ、また2006年11月にデリーターよりOEM版が「コミックアート CGアニメーター しじあに」（しじあに）としてリリースされた。ポタグラのサイトではopenCanvasとFrameのバンドル販売も行われた。Macromedia Flashに近いタイムライン方式、作画から撮影まで1本のソフトで一気にこなせる簡易さ、価格の安さ、などの特徴があったが、当時はプロ用のアニメ制作ソフトとしてはセルシスの「RETAS STUDIO」が市場を独占しており、またアマチュアにおいてはFlashアニメの全盛期だったので、競合製品にあたるRETASの廉価版「RETAS! LITE Debut」ともども、それほど話題にならなかった。いちおうポタグラ内にユーザーの投稿コミュニティも設けられたが、微妙だった。2009年10月にFrameToonの販売を終了。当時は2005年5月にYouTubeが開設されたばかりのころで、動画共有サイトはあまり知られておらず、自分のホームページに動画を置くのも容量的に難しい（ネットにアニメをアップすると、ものすごく画質が劣化するしかない。当時の動画投稿サイトでも同様の容量制限あり）ため、アマチュアが制作してネットにアップできるのは専らFlashアニメだった。
2004年、openCanvasの原作者はシステム・プロダクトを退職し、独自に漫画・イラスト制作ソフトの開発を開始した（2008年11月に「mdiapp」の名称でシェアウエアとしてリリースされた）。
2004年12月、openCanvas 4がリリース。ペン先の取り込みに対応し、また複雑なペン先の形を設定できるようになるなど、ペン機能が強化された。これに伴い、ペン先の形の設定をするウィンドウと、ブラシの動作の設定をするウィンドウが分離されるなど、ややUIが変化した。ペーパーカラーを透明にしたり、透明度を維持したままレイヤ統合が出来るようになった（基本的に当時の「Painter系ソフト」は、「レイヤー」ではなく「紙」に描いているという前提なので、最下層のレイヤーを透明にできないという、Photoshop系ソフトから見ると特異な実装をとっていた）。また、同時にリリースされた上位版のopenCanvas 4 Plusでは、複数のレイヤーを親子状にしてまとめる「レイヤーグループ」機能（いわゆる「レイヤーフォルダ」とは別の機能）が実装された。
2006年9月、openCanvas 4.5がリリース。今までツールごとにバラバラだったツールパレットのサイズがコンパクトに統一され、1つのウィンドウにドッキングしてタブで選択したり、またウィンドウを折りたたんだりといったことができるようになった。ブラシエディタ・ペン先エディタが新規に導入され、今まで設定が分かりにくかったブラシやペン先の設定が簡単になった。「手のひらコントロール」ツールが搭載された。多数のカラーピッカーの種類が搭載された。また、同時にリリースされた上位版のopenCanvas 4 Plusでは、色相環カラーピッカーなどが搭載された。openCanvas 4から4.5へのバージョンアップは無料である。無印の「openCanvas 4.5」は2009年8月に販売終了し、openCanvas 4.5 Plusに統合される形となった（openCanvas 5以降のバージョンではPlus版はリリースされていない）。
2009年12月、portalgraphics SketchBoxがリリース。タブレットの傾き検知機能や、Intuos シリーズのアートペン（回転検知）に対応し、ブラシ描画中のマルチスレッド処理に対応、RGBの各チャンネルで16bitの色深度に対応するなど、いまだ開発途中ながら意欲的な製品だったが、開発者の交代や不足などで販売開始直後に開発がストップ。購入者にはopenCanvas 5のキー配布をもって代替することとし、2010年10月に謝罪文が出され、販売を終了した。
2010年12月、openCanvas 5がリリース。新しいペン描写エンジンを搭載（3互換エンジンと4互換エンジンも搭載されている）曲線描画ツールや自由変形ツールが搭載。レイヤークリッピング機能、左右反転表示機能なども搭載された。
2011年6月、mdiappのOEM版としてデリーターより「DELETER COMICWORKS NEO」が発売された。2004年6月リリースのver2.0以降、バージョンアップがストップしたコミワクは、競合ソフトのコミスタに水をあけられていたが、デリータートーンを多数収録、使いやすいインターフェースなどの特徴はそのままに、64ビットOSへの対応など順当な進化を遂げた。またPGNからもmdiappのOEM版が「コミラボ」として販売された。
2012年6月、openCanvas 5.5がリリース。「パース定規」「放射線定規」「平行定規」を搭載。表示処理エンジンを一新し、高速化された。複数のレイヤーをフォルダ状にしてまとめる「レイヤーセット」機能が搭載された。テキストレイヤが搭載され、入力したテキストの再編集や、縦書きも可能となった。
この時期の公式サイトでは、公式絵師として藤ちょこを推しつつ、メイキング＆投稿マガジン『SS（スモールエス）』と連動してメイキング動画を掲載するなどの企画を行っていた。自社でイラスト投稿コミュニティ「ポタグラ」を抱える以上、競合するイラストSNSのpixivの話はできず、同時期のpixivで圧倒的人気を博していたペイントツールSAIの話もできなかったが、一応「同価格帯のペイントソフト」と比べて、多くのフィルタ、レイヤーモードを搭載しているのをウリとしていた。また、openCanvasの姉妹ソフトとして「コミラボ」を推していたが、2017年11月に販売終了し、「mdiapp+ SE」の案内に切り替わった。
2014年7月、openCanvas 6がリリース。64bit版Windowsに正式対応し、使えるメモリが増え、処理速度も改善した。また、新たなブラシエンジンを搭載。レイヤーマスク機能に対応。2014年9月には株式会社ジャングルよりパッケージ版も発売された。
2016年7月、イラストSNSの「ポタグラ」を閉鎖。「ポタグラ」は、イラストSNSなど存在しない時代においては、openCanvasユーザーの特権の一つであったが、2016年当時は既にイラストSNSと言えばpixivの時代であり、また「神絵師」の製作過程を見たければ、わざわざopenCanvasを購入してポタグラ経由でイベントファイルを見るよりも、youtubeやニコニコ動画などの動画共有サイトを見れば早く、既にpixivでペイントツールSAIすら圧倒して一番人気となったクリスタとは比較するまでもなくマイナーなopenCanvasのユーザーしかいないポタグラは存在意義を無くしていた。
2017年9月、openCanvas 7 Steam Editionがリリース。まず先行してSteam版が発売され、2018年5月にパッケージ版および自社サイトによるダウンロード版が発売された。UIが再設計され、ブラシエンジンも一新された。
openCanvasの原作者は、2011年よりFireAlpacaの開発を開始。広告によるマネタイズを行い、また、MediBangよりOEM版が「MediBang Paint」としてリリースされ、『週刊少年ジャンプ』の公式漫画制作ソフト「ジャンプPAINT」として採用されるなどの成功を収めた。mdiapp（シェアウェア）が全く売れないのを見たopenCanvasの原作者は、2024年にmdiappの開発を終了し、FireAlpacaに集中することを宣言した。
2025年3月をもって自社サイトにおけるopenCanvas 7の販売を終了し、Steamにおける販売のみとなった。

### イラスト投稿コミュニティサービス「portalgraphics」（ポタグラ）
「portalgraphics」（ポタグラ）は2000年7月20日に開始された、おそらく日本国内では初となる本格的なイラスト投稿コミュニティサービスであったと考えられている。TINAMIなどの個人サイトを緩く連結する「ウェブリング」が主流であった2000年代前半から、pixivなどの本格的なイラストSNSが主流となる2010年代前半までの時代において、openCanvasユーザーに限定されるものの、「ポタグラ」は絵師の主要な交流サイトの一つとなった。
「portalgraphics」は、2000年の開設当初はシェアウェアの頒布を主な目的としたこじんまりとしたサイトだったが、当時からユーザーが製作したイラストの投稿を受け付けており、無料なのにキャンバスの回転表示機能（イラストを描く際に好きな角度に画像を動かして描ける）を搭載するなど、当時の無料イラストソフトとしては珍しい本格的なイラストソフトということもあって、イベントの日などには何十枚もの絵が投稿される人気サイトとなった。コミュニティは、当初は単にネット掲示板（BBS）が併設されているだけだったが、ユーザー数の拡大に伴い、2003年12月に本格的なユーザーコミュニティの「PGN User Community」をオープン。イラストコンテストなどのイベントや、イラスト製作などのハウツー情報も充実していた。
openCanvasを所有していなくてもユーザーコミュニティ自体を利用することは可能で、イラスト投稿にあたって、openCanvasを直接または間接的に利用していることが必要となる。
openCanvasはver 1より描画手順を保存できるイベントファイル機能を持っており、これをopenCanvasで開くことにより描画手順を確認することができる。また同社が運営している「ポタグラ」にイベントファイルを投稿することで他のユーザーと描画手順を動画で共有する事ができる。デリーター社から市販されていたOEM版のCGillustでも同じ機能を持っており、ポタグラにイベントファイル、イラストの投稿も可能となっていた。当時は動画共有サービスの無い時代であるから、イベントファイル機能は「神絵師」の描き方を参照する重要な機能であった。
ポタグラは2009年8月28日にリニューアルオープン。投稿イラストに付随した単なる掲示板機能ではなく、投稿されたイラストに対する評価、メッセージ、友人登録（マイポタ）、ユーザー検索などの機能を搭載した、本格的なSNSとなった。しかし時代の流れには勝てず、2016年7月27日にサービスが終了した。ポタグラのサービス終了同日にopenCanvas 6.1.00がリリース。イベントファイルの再生途中をGIFアニメ形式で書き出す機能が追加された。
FireAlpacaではpixiv Sketch投稿ボタンが設置されており、最初からpixivとの連携を前提としている。

## 沿革
2000年7月20日
無償のペイントツールとして、画像投稿サイト「portalgraphics」と同時に公開された。
2001年6月29日
openCanvas 2をリリース。このバージョン以降、有償となる。レイヤー機能とイベント再生機能の強化と選択範囲、アンドゥ・リドゥ、印刷の機能が追加された。
2001年10月31日
フリーウェアとして提供していたopenCanvas 1.1（バージョン1系）が諸事情により公開終了。
2003年8月6日
openCanvas 3がリリース。同時に全ての機能が使えるopenCanvas 3 Plusが新たに加わり販売された。
2004年12月8日
openCanvas 4、openCanvas 4 Plusがリリース。2005年8月5日にはopenCanvas 4、openCanvas 4 Plus（両バージョン4.06）の英語版をリリース。
2006年9月26日
openCanvas 4.5、openCanvas 4.5 Plusがリリース。openCanvas 4（Plus含む）から4.5へのバージョンアップは無償で行われた。2011年12月31日でサポート終了となった。2007年5月18日、openCanvas 4.5、openCanvas 4.5 Plus（両バージョン4.5.09e）の英語版をリリース。
2009年8月10日
openCanvas 4.5の販売終了。
2010年12月22日
openCanvas 5がリリース。イラストレーター、藤ちょこによるメインビジュアルを採用。2011年4月4日にはopenCanvas 5（バージョン5.05）の英語版もリリース。
2012年6月8日
openCanvas 5.5がリリース。openCanvas 5から5.5へのバージョンアップは無償で行われ、同年7月2日にはopenCanvas 5.5の英語版がリリース。2015年7月1日にサポートが終了。
2014年1月22日
初となるopenCanvas 5.5 Steam Editionをリリース。
2014年7月3日
openCanvas 6がリリース。同年6月26日、openCanvas 6の英語版をリリース。64ビット版が加わり、TabletPC APIの筆圧に対応、レイヤーマスク機能、ブラシエンジンが新しくなる。
2014年7月31日
既にサポートが終了しているopenCanvas 2からopenCanvas 4.5（Plus含む）のダウンロードが終了。
2014年9月5日
初となるopenCanvas 6 パッケージ版が発売。
2014年9月17日
openCanvas 6 Steam Editionがリリース。手続きが必要となるが、openCanvas 5.5 Steam Editionを所有しているユーザーには無償でアップグレードできるとアナウンスされた。
2017年9月21日
openCanvas 7 Steam Editionがリリース。
2018年5月17日
openCanvas 7 パッケージ版・ダウンロード版がリリース。

## エディションとOEM

### OEM
COMIC ART CG illust（略称：CGillust）
発売元はデリーター株式会社（DELETER. INC.）。OEMであることをオフィシャルサイトのユーザーサポートページにて明記している。機能差はないが、CGillustバージョン3からイベントファイルの拡張子が異なる。

### Plus
バージョン3と4にはPlus版が存在していた。Plus版は全ての機能が使え、ノーマル版は機能が制限（トーン、PSDファイルの読み込み・保存の機能など）されている。
2009年8月10日にopenCanvas 4.5 ノーマル版の販売終了以降のopenCanvasではこれらを分けること無く全ての機能が使えている。

### Steam
openCanvas 5.5からはValve Corporationが運営するSteamストアでも販売され、Steam Editionと表記されたが機能差はない。日本語、英語に加えて、韓国語、中国語にも対応している。

### LITE
openCanvas 6 LITEは2014年11月に期間限定で無償配布されていたエディション。ベースはopenCanvas 6 32bitをいくつか機能制限したもので、使用期限は無く試用版とは異なる。初回の起動時のみ表示されるアンケートに答える仕様となっていたり、製品へのアップグレード版を購入することができる。アップデータの公開は終了している。最終版は Ver.1.2.10。

## ガイドブック
- 『openCanvas イラストメイキングガイド』（晋遊舎、2014年11月17日発売）ISBN 978-4-8018-0106-6